# Les gens normaux n'ont rien d'exceptionnel
Pour plus de détails, voir Fiche technique et Distribution.
Les gens normaux n'ont rien d'exceptionnel est un film français réalisé par Laurence Ferreira Barbosa, sorti en 1993.

## Synopsis
À 25 ans, Martine (Valeria Bruni Tedeschi) en a marre des aventures courtes. Après une dispute, elle devient amnésique et doit être envoyée dans un hôpital psychiatrique. Là-bas, elle change et devient active et attentionnée.

## Fiche technique
- Titre : Les gens normaux n'ont rien d'exceptionnel
- Réalisation : Laurence Ferreira Barbosa
- Scénario : Santiago Amigorena et Jackie Berroyer
- Société de production : Gémini Films
- Pays d'origine :  France
- Genre : comédie dramatique
- Durée : 95 minutes

## Distribution
- Valeria Bruni Tedeschi : Martine
- Melvil Poupaud : Germain
- Marc Citti : Pierre
- Claire Laroche : Anne
- Frédéric Diefenthal : Jean
- Jackie Berroyer : Mr. Jacquet
- Sandrine Kiberlain : Florence
- Antoine Chappey : L'infirmier
- Serge Hazanavicius : François

## Distinctions
- César du meilleur espoir féminin 1994 : Valeria Bruni Tedeschi